# Sint-Aegidiuskerk (Abbenbroek)
De Sint-Aegidiuskerk is de dorpskerk van Abbenbroek in de Nederlandse provincie Zuid-Holland. 
Het was aanvankelijk een parochiekerk, gewijd aan de heilige Aegidius (een naam die door de tegenwoordige gemeente niet gebruikt wordt). De burggraaf van Montfoort stichtte hier in 1483 een kapittel van een deken en acht kanunniken onder de naam van de heilige abt Aegidius, waarna de kerk in 1491 tot kapittelkerk werd verheven. In het koor van de kerk staan op grafzerken de namen vermeld van Jongheer Nicolaas van Abbenbrouck in sijn leven Heer in Abbenbrouck, die stierf op 51-jarige leeftijd in 1619 en die van zijn vrouw Joffrou Maria van Egmondt van der Nyburch, die 40 jaar oud in 1613 overleed.
De kerk bevatte zeven altaren, die gewijd waren aan 't Heilige Kruis, St. Antonius, St. Jacob, St. Anna, de Heilige Geest en twee aan de Heilige Sebastiaan. Na de reformatie werd de kerk in gebruik genomen als protestants kerkgebouw.
De kerk te Abbenbroek is een baksteenbouw met houten bekapping, bestaande uit een rechthoekig gesloten koor uit omstreeks 1300 (een exponent van de Scheldegotiek), een driebeukig schip uit omstreeks 1500 en een westtoren. Na de restauratie (1930-1933) is het koor weer als preekkerk ingericht. Het koorhek, dat nu op zijn oorspronkelijke plaats staat, sluit met een glaswand het koor geheel af. De preekstoel is in 1613 in zijn tegenwoordige vorm gebracht voor rekening van graaf De Merode. De koperen lessenaar aan de preekstoel dateert uit 1709. In het midden zijn geplaatst de letters S.D.G. (Soli Deo Gloria, Gode alleen zij eer). Verder is de lessenaar voorzien van het oud christelijke symbool geloof, hoop en liefde, en de zon der gerechtigheid. Volgens oude gegevens was er in de kerk een wetsbord met daarop de wet in het kort saamgevat: Eerd God, geen beeld, heiligt Zijn naam, viert Zijn rust. De eerste tafel van Gods wet Is hier in 't kort bijeengezet. Waarop vooral wel diend gelet: Eert ouders, nog moort, nog Boeit, nog steelt, nog liegt, nog lust. Van dat bord is elk spoor verdwenen, evenals van de koperen doopbekkenhouder, die in het verleden aan de preekstoel bevestigd was.
De toren dateert uit het begin van de 15e eeuw. De oorspronkelijke toren moet al kort na de bouw zijn ingestort en weer zijn herbouwd. De toren herbergt een oud uurwerk en een klok, gegoten door Sloterdiic en Butendiic in 1451, met het opschrift: In de name Godes en de Maagd Maria ben ik gemaakt. In 1792 werd een tweede, kleinere klok in de toren gehangen, die dagelijks om 8, 12 en 20 uur luiden.
Na de kerkscheuring van 2004 voegde de (kleine) streekgemeente zich bij de Hersteld Hervormde Kerk. 

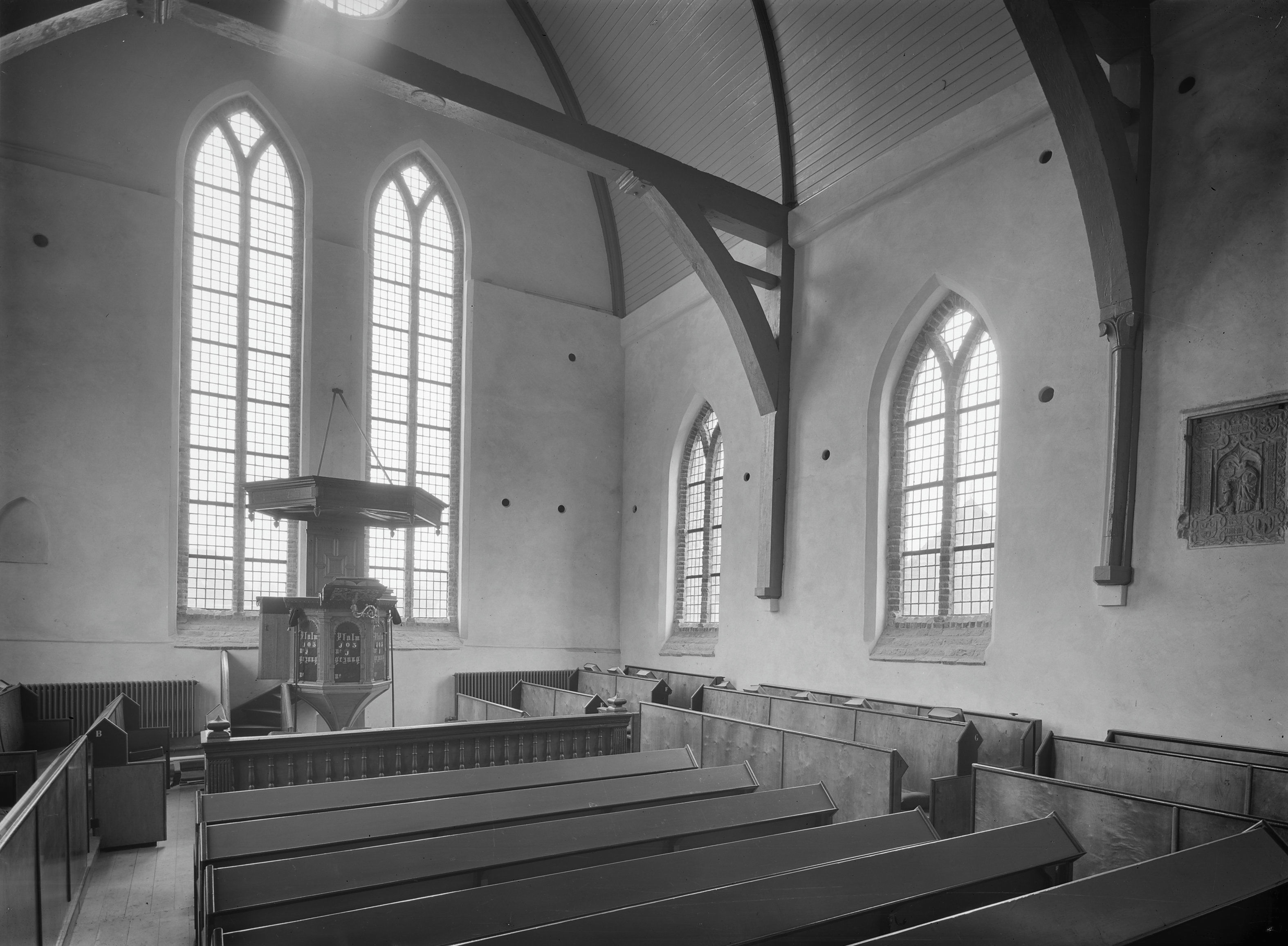
Het interieur in 1934